# حميمة كبيرة
حميمة كبيرة قرية سوريّة تتبع إداريّاً لمحافظة حلب منطقة دير حافر ناحية مركز دير حافر، بلغ تعداد سكانها 4,190 نسمة حسب التعداد السكاني لعام 2004.